# Erövringen av Kronborg
Erövringen av Kronborg var den belägring och erövring av den danska fästningen Kronborg under Karl X Gustavs andra danska krig. Fästningen erövrades den 6 september 1658.

## Förlopp
Cirka 400 man med runt 90 kanoner fanns som garnison i Kronborgs fästning, när svenskarna under Karl Gustav Wrangel kom dit den 16 augusti 1658. Kronborg var ett stort fyrkantigt med höga torn byggt i granit. Fästningen som främst var byggd för försvar mot havet fungerade utmärkt mot landstyrkor. Dess stora kanoner som sprutade ut projektiler gjorde stor skada på både staden och de svenska soldaterna, En stor eldsvåda bröt ut i staden Helsingör som ligger intill. 
Svenskarna som inte väntade så stort motstånd började med en belägring av fästningen. Lite grövre kanoner och mörsare skickades efter från Landskrona och Malmö. De svenska soldaterna började bygga batterier och approcher efter Erik Dahlberghs instruktioner som samtidigt hade ansvaret för Belägringen av Köpenhamn. Man besköt, från svenskarnas håll, Kronborg både dag och natt med de pjäser man hade fått fram. Fästningen förvandlades långsamt till ruiner. Den 6 september kapitulerade danskarna efter en långdragen belägring av fästningen. De hade då förlorat hälften av sina män i stupade och skadade. För svenskarnas del förlorade man mycket dyrbar tid, men de materiella vinsterna var stora. I fästningen fanns massvis med vapen, 77 brukbara kanoner, över 34 ton krut och 1 000 tunnor med proviant. Man fick nu kontroll över det viktiga Öresund. 